# Simon Légasse
Pour les articles homonymes, voir Légasse.
Simon Légasse, né le 8 juin 1926 à Saint-Pierre (Saint-Pierre-et-Miquelon) et mort le 29 décembre 2009 à Toulouse, est un bibliste et prêtre catholique français.

## Biographie
Bibliste et prêtre de l'ordre des Frères mineurs capucins, ancien élève de l'École biblique de Jérusalem, Simon Légasse a été professeur de Nouveau Testament à l'Institut catholique de Toulouse de 1965 à 1996. La plupart de ses travaux portent sur le procès de Jésus et sur les épîtres de Paul. Il est l'un des représentants francophones de l'exégèse historico-critique.
Auteur d'une douzaine d'ouvrages, Simon Légasse a été longtemps bibliothécaire à l'Institut catholique de Toulouse, responsable de sa communauté à Toulouse et aumônier de communautés religieuses, tout en continuant son travail universitaire.

## Publications
- L’appel du riche, contribution à l’étude des fondements scripturaires de l’état religieux, éd. Beauchesne, 1966, 294 p.
- L'Épître aux Philippiens et l'Épître à Philémon, Cerf, 1980, 64 p.
- Et qui est mon prochain ? : Étude sur l'agapè dans le Nouveau Testament, Paris, Cerf, coll. « Lectio Divina » (no 136), 1989 (réimpr. 2013), 183 p. (ISBN 978-2204030441)
- Stephanos : Histoire et discours d'Étienne dans les Actes des apôtres, Paris, Cerf, coll. « Lectio Divina » (no 147), 1993, 272 p. (ISBN 978-2204043830)
- La naissance du baptême, Paris, Cerf, coll. « Lectio Divina » (no 153), 1993, 175 p. (ISBN 978-2204046985)
- Le Procès de Jésus, vol. I : L'histoire, Paris, Cerf, coll. « Lectio Divina » (no 156), 1994 (réimpr. 2013), 196 p. (ISBN 978-2204049443)
- Le Procès de Jésus, vol. II : La Passion dans les quatre évangiles, Paris, Cerf, coll. « Lectio Divina / Commentaires » (no 3), 1995, 632 p. (ISBN 978-2204050807)
- Paul de Tarse, Paris, Cerf, coll. « Lectio Divina » (no 165), 1996, 448 p. (ISBN 9782204053846)
- Les Épîtres de Paul aux Thessaloniciens, Paris, Cerf, coll. « Lectio Divina / Commentaires » (no 7), 1999, 464 p. (ISBN 9782204059916)
- Paul apôtre, Paris, Cerf, 2000, 274 p. (ISBN 9782204063609)
- L'Épître de Paul aux Galates, Paris, Cerf, coll. « Lectio Divina / Commentaires » (no 9), 2002, 496 p. (ISBN 9782204064170)
- « Les Récits de la Passion », Cahiers Évangile, Cerf, no 112,‎ juin 2000 (EAN 9772204391123)
- L'Épître de Paul aux Romains, Paris, Cerf, coll. « Lectio Divina / Commentaires » (no 10), 2002, 992 p. (ISBN 978-2204068963)
- Simon Legasse et Peter Tomson (postface Paul Beauchamp), Qui a tué Jésus ?, Paris, Cerf, 2004, 60 p. (ISBN 978-2204068963)
- Les Fêtes de l'année : Fondements scripturaires, Paris, Cerf, coll. « Lectio Divina » (no 205), 2006, 242 p. (ISBN 9782204076715)